# Edip Buran Spor Salonu
Edip Buran Spor Salonu – hala widowiskowo-sportowa w Mersinie, w Turcji. Została otwarta w 1971 roku. Pojemność areny wynosi 1750 widzów. Swoje spotkania w hali rozgrywają koszykarze klubu Mersin Büyükşehir Belediyesi SK.
W 2013 roku w hali rozegrano zawody w karate oraz taekwondo w ramach 17. Igrzysk Śródziemnomorskich.